# Sabratha
Ruinbyen Sabratha (arabisk: صبراتة, Jamahiriya) er en tidligere fønikisk og romersk by i det nordvestlige Libyen, ca. 70 km vest for hovedstaden Tripoli i Zawiadistriktet.
Den moderne by Sabratha, samme sted, har ca. 100.000 indbyggere.

## Historie
Byen og havnen blev grundlagt ca. 500 f.v.t.. som en fønikisk handelsplads for varer fra det indre af Afrika. Sabratha blev siden en del av det kortvarige numidiske Masinissarige før det kom under romersk kontrol. Kejser Septimius Severus var fra nabobyen Leptis Magna og begunstigede både hjembyen og Sabratha i sin regeringstid.
Sabratha, Leptis Magna og Oea var byer i den antikke provins Tripolitania
Byen blev skadet under flere jordskælv i 300-tallet, særlig i 365. Byzantinske guvernører genrejste byen i 500-tallet, men handlen var allerede da flyttet til andre steder.
Foruden teatret i Sabratha (fr) fra slutningen af 200-tallet, har Sabratha templer tilegnet Liber Pater, Serapis, Hercules og Isis. Her findes også en justiniansk basilika og mosaikgulve som er karakteristiske for den romerske overklasse i Nordafrika.
I juli 2016 blev alle fem verdensarvssteder i Libyen, herunder de arkæologiske udgravninger i Sabratha, placeret på UNESCO's liste over truet verdensarv.